# Erwin Waßner

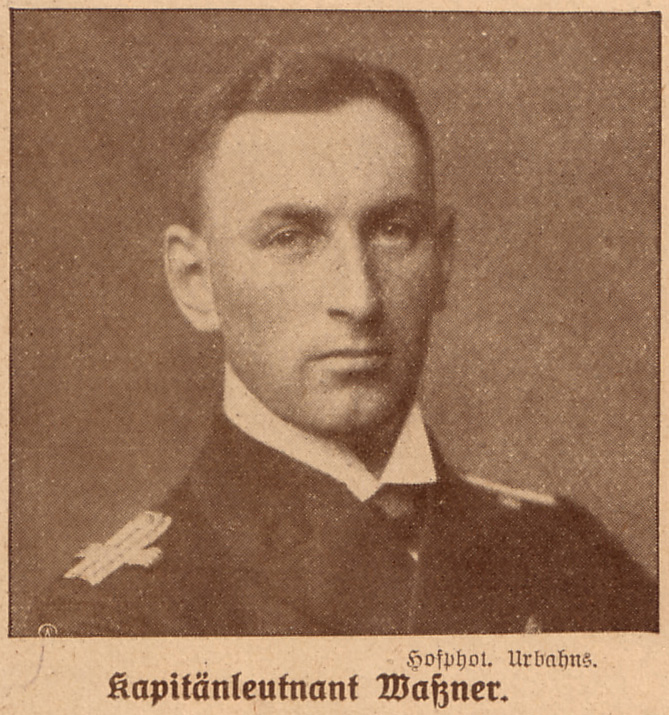
Kapitänleutnant Erwin Waßner

Erwin Waßner (* 1. März 1887 in Rendsburg; † 24. August 1937 in Den Haag) war ein deutscher Konteradmiral und Marineattaché.

## Leben

### Kaiserliche Marine

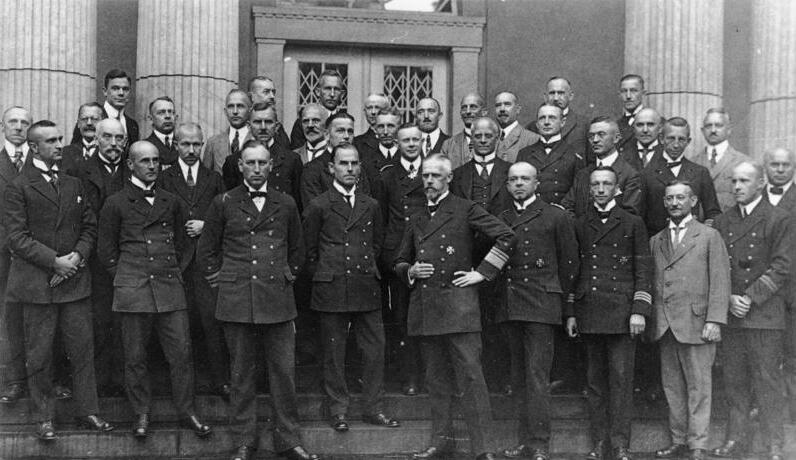
Kapitänleutnant Erwin Waßner, vordere Reihe dritter von links, im Kreise der Bediensteten des Marinekommandoamtes, 1923

Waßner trat am 1. April 1906 als Seekadett in die Kaiserliche Marine ein, absolvierte seine Schiffsausbildung auf der Kreuzerfregatte Stein und kam dann an die Marineschule. Anschließend erfolgte am 1. Oktober 1908 seine Versetzung auf das Linienschiff Wittelsbach und seine Beförderung zum Leutnant zur See am 30. September 1909. Zwei Jahre lang versah er bis 30. September 1912 Dienst auf dem Linienschiff Posen, avancierte zwischenzeitlich zum Oberleutnant zur See und wurde anschließend bis Dezember 1913 in die deutsche Kolonie Kamerun versetzt. Dort versah er als Wachoffizier Dienst auf dem Kanonenboot Eber. Mit seiner Rückkehr nach Deutschland Ende 1913 erfolgte seine Verwendung als Kompanieoffizier in der II. Torpedo-Division. Am 16. März 1914 als Wachoffizier auf das Torpedoboot V 158 kommandiert und verblieb hier auch nach Ausbruch des Ersten Weltkriegs. Von Juni bis Ende August 1915 erfolgte eine Kommandierung zur U-Boot-Ausbildung. Im Anschluss daran übernahm er als Kommandant für einen Monat U 32. Dann kam er zur U-Flottille Flandern und kommandierte in der Folge die Boote UC 3, UB 38, UC 69, UB 59 und UB 117. Als U-Boot-Kommandant versenkte er insgesamt 90 Schiffe mit rund 135.500 BRT. Nachdem er bereits beide Klassen des Eisernen Kreuzes sowie das Ritterkreuz des Königlichen Hausordens von Hohenzollern mit Schwertern erhalten hatte, wurde er am 5. März 1918 mit dem Orden Pour le Mérite ausgezeichnet. Der am 13. Juli 1916 zum Kapitänleutnant beförderte Waßner wurde am 16. August 1918 zunächst zur Verfügung des Führers der U-Boote Flandern gestellt und kam zur Inspektion der U-Boote.

### Reichs- und Kriegsmarine
Nach Kriegsende erfolgte seine Übernahme in die Reichsmarine. Waßner diente zunächst als Kompaniechef in der IV. Marine-Artillerie-Abteilung in Cuxhaven, später in der III. Marine-Artillerie-Abteilung in Swinemünde. Von März 1921 bis Januar 1925 gehörte er dem Marinekommandoamt an. Danach war er Kommandant des Segelschulschiffs Niobe. In dieser Stellung wurde er am 1. August 1925 zum Korvettenkapitän befördert und war vom 3. Januar bis zum 23. September 1927 Navigationsoffizier auf dem alten Linienschiff Elsass. Danach erfolgte seine Versetzung zur Marinestation der Ostsee, wo er anfänglich als Adjutant, später als Erster Admiralstabsoffizier diente. Am 1. Juli 1930 wurde er Fregattenkapitän und am 26. September 1931 übernahm er als Kommandant den Leichten Kreuzer Karlsruhe. In dieser Stellung wurde Waßner am 1. Oktober 1932 zum Kapitän zur See befördert.

Am 8. Dezember 1932 gab Waßner das Kommando über den Kreuzer Karlsruhe wieder ab und erhielt von Januar bis März 1933 eine Einweisung für seine Verwendung als Marineattaché. Am 1. April 1933 trat er diesen Posten an der Deutschen Botschaft in London an. Seine Notifizierung erfolgte zeitgleich auch an der Gesandtschaft in Den Haag. Deutscher Botschafter war zu dieser Zeit in London Leopold von Hoesch (1881–1936) und in Den Haag Julius von Zech-Burkersroda (1885–1946). Amtierender Militärattaché für beide Standorte war Leo Geyr von Schweppenburg (1886–1974). Im Juni 1935 wurde Joachim von Ribbentrop (1893–1946) zum Außerordentlichen und Bevollmächtigten Botschafter ernannt und nach London entsandt, um die ins Stocken geratenen Verhandlungen mit der britischen Regierung über die zukünftigen Konditionen der deutschen Marinerüstung wieder in Gang zu bringen. Dieser übernahm dann nach dem plötzlichen Tod von Hoeschs auch das Amt des deutschen Botschafters in London. Für seinen Beitrag am Zustandekommen dieser Vereinbarungen wurde Waßner am 1. Oktober 1936 zum Konteradmiral befördert. Weitere bilaterale Vereinbarungen zwischen Großbritannien und Deutschland folgten dann 1937, die aber wohlweislich so angelegt waren, dass sie nicht erst das britische Parlament passieren mussten, um wirksam werden zu können.

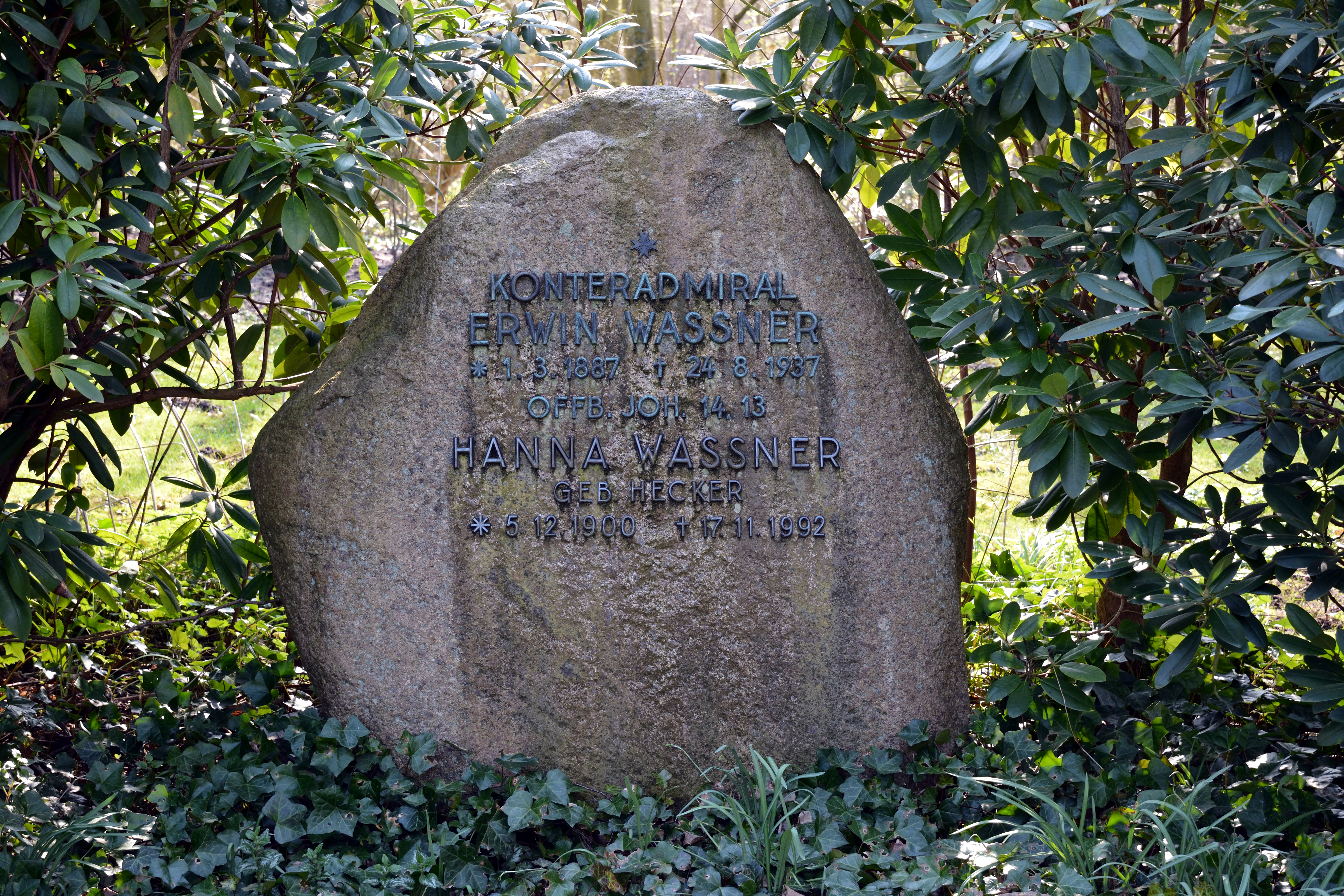
Grab auf dem Nordfriedhof Kiel

Waßner verstarb auf einer Dienstreise am 24. August 1937 in den Niederlanden. Beigesetzt wurde er auf dem Nordfriedhof Kiel.

## Ehrung
Ihm zu Ehren stellte die Kriegsmarine am 29. März 1939 das U-Boot-Begleitschiff Erwin Waßner in Dienst.

## Auszeichnungen
- U-Boot-Kriegsabzeichen (1918)[2]
- Preußische Rettungsmedaille am Bande[2]
- Hanseatenkreuz Hamburg[2]
- Verdienstmedaille für Rettung aus Gefahr[2]
- Ritterkreuz I. Klasse des Herzoglich Sachsen-Ernestinischen Hausordens mit Schwertern[2]